# Wyeomyia ablechra
Wyeomyia ablechra är en tvåvingeart som beskrevs av Dyar och Frederick Knab 1908. Wyeomyia ablechra ingår i släktet Wyeomyia och familjen stickmyggor.
Artens utbredningsområde är El Salvador. Inga underarter finns listade i Catalogue of Life.